# Menenia Sextia
La lex Menenia Sextia va ser una llei romana proposada pels cònsols Publi Sexti Capitolí Vaticà i Til o Gai Meneni Lenat l'any 452 aC. Establia unes referències per la imposició de multes i taxava en 20 asos el preu d'un moltó i en 100 asos un bou.